# Пандемія грипу 1557 року
Пандемія грипу 1557 року (англ. 1557 influenza pandemic) — пандемія грипу, яка впродовж 1557—1559 років поширилася Азією, Європою, Африкою і Америкою. Ця пандемія мала багато тяжких і смертельних випадків, що зафіксовано у джерелах того часу. Такі медичні історики, як Томас Шорт (Thomas Short), Лазар Рів'єр (Lazare Rivière) і Чарльз Крейтон (Charles Creighton), зібрали описи катаральної гарячки, яку сучасні лікарі визнали грипом.
Летальність була найвищою серед дітей, старих людей, хворих
на хронічні хвороби та анемізованих. Це також перша пандемія, коли грип був пов'язаний з викиднями. Пандемія відома як така, яка першою імовірно поширилася у всьому світі. Грип спричинив серйозні економічні збитки, коли повертався повторними хвилями.

## Азія
Згідно з європейським літописцем Фонсека, який написав «Диспут з зашморгом» (порт. Disputat de Garotillo), пандемія грипу 1557 року мала азійське походження. Грип поширився на захід уздовж встановлених торгових і паломницьких шляхів, перш ніж досяг Османської імперії та Близького Сходу. Епідемія грипоподібної хвороби зафіксована у вересні 1557 року у Португальському Гоа.

## Європа
Влітку 1557 року частини Європи щойно перенесли епідемії чуми, тифу, кору та натуральної віспи, коли грип поширився з Османської імперії та Північної Африки. У той час територія Османської імперії включала більшу частину Балканського півострова. Далі грип поширився на північ від Османської імперії через Валахію до Королівства Польщі та Великого князівства Литовського, перш ніж піти на захід у континентальну Європу.
Грип досяг Королівства Сицилія в червні у Палермо, звідки поширився по острову. Потерпіли церковні служби, соціальне життя Сицилії та її економіка, оскільки на грип захворіла значна частина населення. Сицилійський сенат попросив відомого палермського лікаря Джованні Філіппо Інграссія допомогти в боротьбі з епідемією як дорадника, і він погодився. Інграссія підійшов до реагування на епідемію як до співпраці між охороною здоров'я та чиновниками, і став першим відомим «медичним працівником», який запропонував систему моніторингу епідемій «заразних катаральних гарячок» для раннього виявлення та боротьби з епідеміями.
Грип швидко поширився з Сицилії в Неаполітанське королівство в нижній частині Італійського півострова, рухаючись вгору вздовж узбережжя. В Урбіно венеціанський придворний поет Бернардо Тассо, його син Торквато та мешканці монастиря хворіли на грип протягом чотирьох-п'яти днів. Хоча внаслідок епідемії хворіло все місто Урбіно, більшість людей одужали без ускладнень. На 3 серпня 1557 року грип вже поширився на решту Європи. У Ломбардії спалахнув «задушливий катар», який часто і швидко ставав фатальним. Симптоми були настільки сильними, що деякі мешканці виказали підозру, що сталося масове отруєння. У Падуї випадки захворювання вперше відзначені в серпні, грип тривав до вересня. Молоді мешканці Падуї переживали подвійний спалах кору та натуральної віспи з весни, коли наприкінці літа почали ще й хворіти на нову хворобу, яка характеризувалася сильним кашлем та головним болем. У серпні грип також охопив Швейцарію, прокотився швейцарськими плоскогір'ями з серпня по вересень 1557 року.
У Франції грип за описами перебігав з головним болем, гарячкою, втратою апетиту, втомою та інтенсивним кашлем. Більшість смертей від нього ставалися на четвертий день, але деякі хворі померли й через 11 днів від появи перших проявів. Летальність була високою, зокрема в Тулузі в розпал пандемії помирало до 200 людей на день. Французький адвокат Етьєн Паск'є писав, що хвороба починалася з сильного головного болю та гарячки, тоді з ноа хворих «текло як з фонтану». Суди призупинили свої засідання, щоб уповільнити поширення грипу. Відзначалося, що цей грип був особливо смертельним для тих, кого лікували кровопусканнями, і дуже небезпечний для дітей.
Грип 1557 року значно поширився на Британських островах. Письменник, сучасник того часу Вріотслі (англ. Wriothesley) зауважив у 1557 році: «цього літа в Англії царювали різні та нові хвороби, які ударяли в голову чоловіків і жінок». Грип уразив армію Марії I, залишивши її уряд не в змозі підготувати достатнє підкріплення графу Ратленду для захисту Кале від французького нападу. Грип суттєво сприяв надзвичайно високим показникам смертності в Англії за 1557–58: Дані, зібрані з понад 100 парафій в Англії, показали, що рівень смертності в деяких районах під час епідемії грипу зріс на 60 %, навіть попри те, що смертельні хвороби, як то чума, в той час не були сильно поширені в Англії. Виявлено, що кількість поховань у ринкових містах Англії була набагато вищою, ніж хрестини з 1557 по 1562 роки. До пандемії грипу Англія потерпала через поганий врожай та широкомасштабний голод, який, зробив її ще смертельнішою. Наприкінці 1550-х років англійська мова ще не мала належної назви грипу, попри попередні епідемії. Таким чином, епідемія 1557 року або була описана як «моровиця» (як і багато епідемій із помітною смертністю), «туга» (найчастіше) або «нова хвороба» в Англії. «Англійська пітниця» — одна назва, що використовувалась для опису зазвичай смертоносних грипоподібних гарячок і «туги», які уражали англійську сільську місцевість з 1557 по 1558 рік, попри відсутність вірогідних даних про справжню англійську пітницю після 1551 року. Тоді ж в англійській мові поширилися назви грипу як «нова хвороба» або «нова знайома». Грип повернувся в Англію у 1558 році.
Габсбурзькі Нідерланди також сильно потерпали від грипу в жовтні. Описано спалах в Алкмарі, де 2 тисячі мешканців захворіли на грип, а 200 загинуло протягом трьох тижнів. Намагаючись пояснити епідемію фламандський лікар Ремберт Додоенс припустив, що вона була спричинена сухим спекотним літом після дуже холодної зими.
Іспанія зазнала широкого та сильного впливу грипу, який літописці визнали надзвичайно заразною катаральною гарячкою. Ймовірно, грип потрапив до Іспанії у липні, а перші випадки захворювання були зареєстровані поблизу Мадрида в серпні 1557 року. Повідомлялося про те, що «це почалося з шорсткості щелеп, невеликого кашлю, потім сильної гарячки з головним болем, ломотою в спині та ногах. Деякі відчували, ніби натягнуті на груди, з вагою у животі, що тривало найдальше на третій день».
Грип уразив Португальське королівство одночасно з поширенням по всій Іспанії та через Атлантичний океан. Королівство щойно зазнало нестачі продовольства через поганий урожай 1556—1557 років, що посилило наслідки грипу через голод. Сильний шторм тоді стався у Португалії й серйозно пошкодив палац Енкшобрегас.

## Америка
Грип врешті-решт був занесений моряками з Європи у 1557 році до іспанських і португальських колоній в Америці. Грип поширився до Центральної Америки в 1557 році, ймовірно, з борту іспанських кораблів, які пливли до Нової Іспанії. Протягом цього року були зареєстровані епідемії грипу в південноатлантичних регіонах, районі Мексиканської затоки та Південному заході. Схоже, корінні американці черокі постраждали під час цієї хвилі, і, можливо, далі пандемія поширилася по новостворених торгових шляхах між іспанськими колоніями в Новому Світі.
Також грип досяг Південної Америки. Антрополог Генрі Ф. Добінс описав епідемію грипу в Еквадорі у 1557 році, коли європейське та корінне населення хворіли на сильний кашель. У Бразилії португальські місіонери не робили перерв у релігійній діяльності, коли тоді хворіли на грип. Місіонери продовжували проповідувати, приймати меси та хрестити навернених у Новому Світі, навіть маючи серйозні прояви грипу.
Як результат, грип швидко поширився португальськими колоніями через обов'язкове відвідування церкви. Корінне населення намагалося втекти від хвороби, яка уражала їхні громади, поширюючи грип на північ. Європейські місіонери такі епідемії серед корінного населення провіщали як вид божественного покарання, називали «мечем Божого гніву». Деякі місіонери змилосердились над хворими дітьми тубільців, яких вони часто вважали невинними, і хрестили їх під час епідемій, вірячи, що вони «врятували» їхні душі. Рівень хрещення в корінних громадах був глибоко пов'язаний із спалахами хвороб і місіонерською політикою проведення релігійної діяльності, коли хворі, ймовірно, сприяли поширенню грипу.

## Африка
Грип потрапив до Африки з Османської імперії, яка до 1557 року розширювала свої території в північній та східній частинах цього континенту. Єгипет, завойований Османською імперією приблизно за 40 років до цього, став первинним регіоном для подальшого поширення грипу на південь через Червоне море по судноплавних маршрутах.
Королівство Португалія підтримало Абіссінську імперію в її війні проти османської експансії Абіссинського еялету і надіслало допомогу, включаючи команду з Андресом де Ов'єдо в 1557 році, який записав події. Після смерті ефіопського імператора Ґелавдевоса та більшості португальців у бою грип вбив тисячі вояків османської армії, які окупували портове місто Массауа. Але хвиля пандемії кинула виклик утриманню їхньої армії на території навколо міста після того, як грип скоротив велику кількість османських військ. Через це вцілілих османських солдатів невдовзі відкликали назад до портів. Незабаром після цього брат Ґелавдевоса Мінас обійняв абіссінський престол і перейшов з ісламу в християнство.

## Лікування
Більшість лікарів того часу вважали, що космос або клімат безпосередньо впливають на здоров'я цілих громад. Доктор Томас Шорт описав лікування грипу 1557 року як таке, що включало полоскання горла «рожевою водою, айвою, шовковицею та землею з дна моря». «Ніжні кровопускання» застосовувались лише в перший день хвороби, оскільки такі медичні методи як кровопускання та очищення кишечнику, часто були фатальними для хворих на грип. «Дієта та належний догляд» були визнані загальноприйнятими способами лікування хворих.

## Ідентифікація пандемії як грипозної
Природа пандемії 1557 року як всесвітнього, дуже заразного респіраторного захворювання з швидким появою грипоподібних симптомів змусила багатьох лікарів, від істориків-медиків, до сучасних епідеміологів, розглядати причину захворювання як грип. Низка задокументованих описів медичних спостерігачів того часу, які засвідчили наслідки пандемії, коли вона поширювалась, були переглянуті численними істориками-медиками протягом століть і визнаними такими, що описують грип. До масштабних досліджень грипу в XIX столітті деякі історики вважали описи епідемічної хвороби 1557 року скарлатиною, коклюшем чи дифтерією. Але найяскравіші ознаки скарлатини та дифтерії, такі як висипання або плівкові нашарування в ротоглотці, залишаються не згадуваними жодним із спостерігачів пандемії 1557 року. Першою визнаною епідемією коклюшу є спалах у Парижі в 1578 році. Загалом ці захворювання можуть нагадувати грип на ранніх стадіях, але пандемічний грип відрізняється швидкими темпами і необмеженим поширенням, при цьому уражаються усі вікові групи з великою летальністю.